# 章朝栋
章朝栋，浙江会稽（今浙江绍兴）人，是一名清朝政治人物。吏员出身。
章朝栋曾于1853年接替张铭晓任青浦县知县一职，1853年由钱德承接任。